# Heiner Hoffmann
Hans Heiner Hoffmann (29 de abril de 1915 — 27 de abril de 1945) foi um ciclista alemão. Competiu nos Jogos Olímpicos de Berlim 1936 onde terminou em quarto na perseguição por equipes. Hoffmann foi morto em ação durante a II Guerra Mundial.